# Chasing Amy
Chasing Amy (bra: Procura-Se Amy; prt: Perseguindo Amy) é um filme de comédia romântica americano lançado em 1997 e dirigido por Kevin Smith.

## Sinopse
Uma dupla de autores de revistas em quadrinhos chamados Holden McNeil (Ben Affleck) e Banky Edwards (Jason Lee) que vivem em Nova Jersei, são melhores amigos por 20 anos. Eles passam o tempo trabalhando em seu estúdio e saindo nos finais de semana. Mas a amizade deles está prestes a ser disputada pela primeira vez em suas vidas, quando uma linda jovem lésbica chamada Alyssa (Joey Lauren Adams) entra em suas vidas e Holden se apaixona profundamente por ela. Agora Holden tem que lidar com o ciumes de seu melhor amigo e com o passado confuso de sua nova, e ex-lésbica, namorada.

## Elenco
- Ben Affleck — Holden McNeil
- Joey Lauren Adams — Alyssa Jones
- Jason Lee — Banky Edwards
- Dwight Ewell — Hooper
- Jason Mewes — Jay
- Kevin Smith — Silent Bob
- Ethan Suplee — Fã
- Scott Mosier — Colecionador
- Casey Affleck — Garoto jovem
- Carmen Lee — Kim
- Rebecca Waxman — Dalia
- Matt Damon — Shawn Oran

## Premiações
- Recebeu uma indicação ao Globo de Ouro, categoria de Melhor Atriz - Comédia/Musical (Joey Lauren Adams).
- Recebeu uma indicação ao MTV Movie Awards, categoria de Melhor Revelação Feminina (Joey Lauren Adams).